# Черниево
Черниево — деревня в Усть-Кубинском районе Вологодской области на реке Яхреньга.
Входит в состав Богородского сельского поселения, с точки зрения административно-территориального деления — в Богородский сельсовет.
Расстояние по автодороге до районного центра Устья — 56 км, до центра муниципального образования Богородского — 6 км. Ближайшие населённые пункты — Носарево, Лыва, Дешевиха.
По переписи 2002 года население — 1 человек.